# Jeff Perry
Jeff Perry (Highland Park (Illinois), 16 augustus 1955) is een Amerikaans acteur.
Perry is vooral bekend van zijn rol als inspecteur Harvey Leek in de televisieserie Nash Bridges waar hij in 122 afleveringen speelde (1996-2001).

## Biografie
Perry heeft samen met zijn vrienden Gary Sinise en Terry Kinney in een oud kerkgebouw in Chicago de Steppenwolf Theatre Company opgestart. Sinds de oprichting hebben zich in het Steppenwolf Theatre talenten ontpopt als Kevin Anderson, Joan Allen, Gary Cole, Glenne Headly, John Malkovich en Laurie Metcalf. Perry verhuisde, na twintig jaar in Steppenwolf gewerkt te hebben, in 1987 naar Los Angeles voor zijn acteercarrière.
Perry was van 1983 tot en met 1992 getrouwd met Laurie Metcalf met wie hij een kind heeft. Nu is hij opnieuw getrouwd waaruit hij ook een kind heeft.

## Filmografie

### Films
Uitgezonderd korte films.
- 2021 Nash Bridges - als Harvey Leek
- 2019 Speed of Life - als Samuel
- 2018 Trial by Fire - als Hurst
- 2018 Lizzie - als Andrew Jennings
- 2011 The Anniversary at Shallow Creek – als kassier
- 2008 Diminished Capacity – als Casey Dean
- 2007 The Last Supper: 13 Man of Courage – als Bartholomew
- 2007 The Valley of Light – als Taylor Bowers
- 2003 The Human Stain – als tennisspeler
- 1999 Lansky – als Amerikaanse advocaat
- 1998 Wild Things – als Bryce Hunter
- 1997 Into Thin Air: Death on Everest – als Doug Hansen
- 1995 Kingfish: A Story of Huey P. Long – als Earl Long
- 1994 Playmaker – als Allen
- 1993 Naked Instinct – als student
- 1993 Body of Evidence – als Gabe
- 1993 Casualties of Love: The Long Island Lolita Story – als advocaat van Amy
- 1992 Storyville – als Peter Dandridge
- 1992 A Private Matter – als Randall Everett
- 1992 Life on the Edge – als Ray Nelson
- 1991 Hard Promises – als Pinky
- 1990 The Grifters – als dronken man
- 1989 The Final Days – als Staffer
- 1989 Three Fugitives – als man
- 1988 Tales from the Hollywood Hills: Closed Set – als Bud
- 1978 A Wedding – als Bunky Lemay
- 1978 Remember My Name – als Harry

### Televisieseries
Uitgezonderd eenmalige gastrollen.
- 2024 Monsters: The Lyle and Erik Menendez Story - als Peter Hoffman - 3 afl.
- 2022-2023 Alaska Daily - als Stanley Cornik - 11 afl.
- 2022 Inventing Anna - als Lou - 9 afl.
- 2006-2019 Grey's Anatomy – als Thatcher Grey – 15 afl.
- 2018-2019 Dirty John - als Michael O'Neil - 3 afl.
- 2018 One Dollar - als Charles Wyler - 3 afl.
- 2012-2018 Scandal – als Cyrus Beene – 124 afl.
- 2006-2007 Prison Break – als Terrence Steadman – 3 afl.
- 1996-2001 Nash Bridges – als inspecteur Harvey Leek – 122 afl.
- 1995 Chicago Hope – als Gilbert Weeks – 3 afl.
- 1994-1995 My So-Called Life – als Richard Katimski – 4 afl.
- 1993 L.A. Law – als Jonah Burgee – 3 afl.
- 1991 Brooklyn Bridge –als Joel Jacobson – 2 afl.

## Theaterwerk opBroadway
- 2007-2009 August Osage County – als Bill Fordham
- 1990 The Grapes of Wrath – als Noah
- 1986 The Caretaker – als Aston

- Gemeinsame Normdatei: 1061983099
- International Standard Name Identifier: 0000 0000 8054 4294
- Library of Congress Control Number: no2010092850
- Virtual International Authority File: 122052720
- WorldCat: E39PBJxmDbxrBMDGxyyCGVQKBP